# Condado de Jefferson (Nova Iorque)
O Condado de Jefferson é um dos 62 condados do Estado americano de Nova Iorque. A sede do condado é Watertown, e sua maior cidade é Watertown. O condado possui uma área de 4 810 km²(dos quais 1 515 km² estão cobertos por água), uma população de 111 738 habitantes, e uma densidade populacional de 16 hab/km² (segundo o censo nacional de 2000). O condado foi fundado em 1776.